# Cochisea barnesi
Cochisea barnesi är en fjärilsart som beskrevs av Samuel E. Cassino och Louis W. Swett 1922. Cochisea barnesi ingår i släktet Cochisea och familjen mätare. Inga underarter finns listade i Catalogue of Life.